# ایل مافی
ایل مافی یکی از ایل های کُرد است. شیخ مردوخ کردستانی ایل مافی لُر دانسته است و درباره آن مینوسید: «این قبیله شعبه‌ای از عشیره لک هستند جزو قبلیه لر که شاه عباس آن ها را به نواحی ری، شهریار، نواحی قزوین و کاشان کوچانده است.» برخی نیز ایلات و طوایفی چون زند، زنگنه، باجلان، مافی، کلهر را جزء عشایر لک طبقه بندی کرده اند. در بستان السیاحه آمده است که لک ها از طوایف لر هستند و به چند طایفه چون زند، مافی و باجلان تقسیم میشوند و کریم خان  از طایفه زند بوده است. موطن اصلی طایفه مافی به تصریخ خود حسینقلی خان مافی ملقب به نظام السلطنه، لرستان بوده است.
امروزه این ایل عمدتاً در استان قزوین و شهرستان آبیک ساکن می‌باشند. شعبه‌ای از ایل مافی نیز در استان‌های فارس و لرستان زندگی می‌کنند. قسمتی از ایل مافی نیز در آذربایجان غربی شهرهای ارومیه و سلماس ساکن هستند، و قسمتی دیگری هم نیز در استان کرمانشاه در بخش هایی منطقهٔ دینور و بیلوار و اطراف سرپل ذهاب سکونت دارند. این ایل از بزرگترین ایل های ایران در گذشته بوده است. از جمله فعالیت آنها میتوان از فعالیت انها در دربار و اداره کشور یاد کرد. همینطور این ایل در جنگ های متعددی در طول تاریخ شرکت کردند. کلمه مافی در زبان کُردی به معنی صاحب حق ومال است.

## تاریخچه و موقعیت جغرافیایی ایل مافی
مافی‌ها ابتدا قبل از تسلط والیان بر قسمت‌های لر نشینان طبرسی از جمله الشتر (طبق گفته مستوفی قرن ۷۴۰ ه‍.ق الشتر یکی از نواحی اصلی لرنشین و مردم نهاوند را لر دانسته‌است) نور آباد و نهاوند بودند و لرها در جنوب خرم‌آباد نواحی مانرود (حمداله مستوفی نزهت القلوب) سکنی داشتند و هنگام غلبه شاه عباس برشاهوردی خان اتابک لر در مانرود دزفول تیره دیگر از وابستگان شاهوردی خان را بر مانرود حاکم کرد و نواحی لرنشین شمال لرستان فعلی را ضمیمه مانرود کرد و والی‌ها همواره با رعایای خود درگیر و باعث مهاجرت تیره‌های از ایلات دلفان و سلسله و نیز ایل بزرگ مافی به نواحی مختلف شدند در نواحی بزرگان و سران و بسیاری از افراد با سواد و صاحب منصب ایل مافی در خود شهر قزوین ساکن شدند ولی عمده جمعیت ایل مافی در اطراف قزوین و عموماً در روستاهای زاغه، حلال آباد، تازه آباد، میانکوه، کوندج، قزانچال، باقراباد کرد، مالی آباد و بهرام آباد که بیشتر نزدیک به آبیک می‌باشد ساکن هستند؛ ولی بخش بزرگی از این ایل هم در دشت قزوین در روستاهای پاپلی که به دو روستای پاپلی وسطی و علیا که الان در پاپلی وسطی ساکن هستند و بقیه در روستاهای نزدیک به پاپلی بنام‌های شیشه قلعه (حاجی‌آباد)، تتنک، بزمگرد، زرین آباد، قشلاق مرانلو و ککین ساکن هستند و عده ای از افراد ایل هم در شهر ارداق سکونت دارند که نسل جدید آن‌ها به زبان ترکی تکلم می‌کنند. اما یک بخش عمده هم در دو روستای اسماعیل‌آباد و حسن‌آباد که در شمال شهر قزوین و نزدیک به شهر هستند ساکن می‌باشند این دو روستا هم از روستاهای بسیار قدیمی بخش مرکزی یا اقبال قزوین هستند، روستای حسن‌آباد کاملاً مافی‌نشین هستند ولی روستای اسماعیل‌آباد حدود ۸۰ یا ۹۰ سال قبل عده ای از ایل باجلان و باجلوند به آنجا کوچ کرده‌اند و محل به دو بخش بالا محله و پائین محله تقسیم شده‌است که مافی‌ها در پایین محله ساکن هستند. گروهی نیز به روستاهای همجوار مهاجرت کرده و بنا به اقتضای شغلی و غیره در آنجا با اقوام ترک و دیگر اقوام زندگی می‌کنند که از ان جمله می‌توان به روستاهای حاجی تپه، اسلام‌آباد خاکشان، دارالسرور و غیره اشاره کرد. شاخه‌ای از کردهای مافی میانکوه به حسین‌آباد کرد، مهاجرت کرده و تعدادی نیز با حضور دکتر مصدق در زمین‌های شخصی ایشان در احمدآباد در قسمتی که در حوزهٔ استحفاظی استان البرز کنونی است، مهاجرت کردند و این روستا را بنیان نهادند. خانواده‌های مافی در احمدآباد در حال حاضر، مافی کرد یا مافی زاغه هستند. لازم است ذکر شود گروه دیگری از طوایف کرد نیز همراه با طوایف مافی به احمدآباد مهاجرت کردند که جز ساکنان اولیهٔ احمداباد هستند. طوایف مافی به همراه این خانواده‌ها را می‌توان ساکنان اولیهٔ احمدآباد دانست. باید متذکر شد عده‌ای از افراد ایل مافی در شهر کوهین نیز ساکن هستند ولی این گروه هم در معاشرت و مجالست با مردم ترک‌نشین این منطقه بالاجبار به ترکی تکلم می‌کنند و فقط نسل قدیمی آن‌ها به کردی تکلم می‌کنند.
اما مافی‌های ساکن تهران که جمعیت قابل ملاحظه ای دارند در معیت نظام السلطنه مافی و با ایشان به تهران کوچ نمودند و در مناطق شمال و شمال غرب و خوش آب و هوای شهر تهران سکونت کردند. نظام السلطنه یکی از وزرای خوشنام و خیر در دوران قاجاریه هستند که بناهای با ارزشی از قبیل مدرسه مسجد (واقع در منطقه ۵ کنونی) و کارهای شایسته و باارزش دیگری از خود در تهران بیادگار گذاشته‌اند این فرد لایق و باسواد یکی از نامدارترین و ثروتمندترین افراد در دوران خودش است که نامی نکو و شایسته از خود به جای گذاشته‌است.
ایل مافی در کرمانشاه شهرستان صحنه، بخش دینور در روستاهای سیاه‌خانی، گرماب، خلیل‌الله، قروجنک، کرتویج علیا وبه صورت پراکنده در کنگ و علی‌آباد ، در کرمانشاه بخش بیلوار روستاهای زامله و سر زامله و کالیان ، و در شهرستان سرپل‌ذهاب در روستاهای قره بلاغ شیخمراد، قره بلاغ اعظم، قراویز، دستک و زرینجوب ساکن می‌باشند.
پس از آنکه حکومت صفوی طایفه فیلی را در لرستان حکومت داد، بر این ایل تمکین از روسای فیلی شاق آمد و در قشلاق به خوزستان از طریق رامهرمز و کهگیلویه به فارس مهاجرت کردند. پس از ظهور کریم خان زند این ایل به سبب همزبانی و هم‌ریشگی و لرتبار بودن با زندیان بنای همکاری با آنان را گذاردند و این همبستگی تا زمان زکی خان زند ادامه داشت. زکی خان به دلیل ستمگری و ظلمی که بر مردم روا می‌داشت، توسط دو سردار مافی خود به قتل رسید. آقامحمدخان قاجار پس از رسیدن به سلطنت صلاح را در آن دید که برخی از ایالات را بکوچاند. به همین سبب ایل مافی به دشت قزوین، ملایر، تویسرکان و نهاوند منتقل شدند.
مانند سایر ایلات ایران، اعضای ایل مافی قزوین به فرماندهی روسای ایل در خدمت قشون بودند و در جنگ‌های مختلف شرکت می‌کردند.

## فهرست روسای ایل مافی
1. الله قلی خان مافی
2. عباس خان مافی
3. صیاد نظر خان مافی
4. شیر محمد خان مافی
5. مهدی خان مافی
6. تیمور خان مافی
7. فتح‌الله خان مافی
8. قلیچ خان مافی
9. محمدشریف خان مافی

## مشاهیر ایل مافی
- حسینقلی مافی، نظام‌السلطنه
- محمدحسن‌خان مافی، سعدالملک [۱۴]
- محمدعلی نظام مافی[۱۵]
- مهدی مافی: فرزند محمدحسن‌خان سعدالملک، روزنامه‌نگار
- صادق نظام‌مافی، پزشک ایرانی و بنیانگذار پزشکی هسته‌ای
- کامران مافی[۱۶]: یکی از ۴۳۸ نفری است که اعدامشان در گزارش اسفند ۱۳۵۸ سازمان عفو بین‌الملل اعلام شده‌است. سازمان عفو بین‌الملل بر مبنای گزارش رسانه‌های ایرانی و خارجی و خبرگزاری رسمی پارس لیستی از متهمین محکوم شده در دادگاه‌های انقلاب از زمان تأسیس تا مرداد ۱۳۵۸ را تهیه و در گزارش خود منتشر کرده‌است. همچنین خبر این اعدام در روزنامه کیهان به تاریخ ۵ خرداد (به نقل از روابط عمومی دادستانی کل انقلاب اسلامی) و ۱۰ خرداد ۱۳۵۸ و نیز در خاطرات قاضی شرع صادق خلخالی (نشر سایه، تهران، جلد اول) منتشر شده‌است.[۱۷]
- یحیی مافی[۱۸]
- طاهره مافی
- پروانه مافی